# Osojnik, Semič
Osojnik je naselje v Občini Semič.